# F6F (航空機)
F6F ヘルキャット
飛行するアメリカ海軍のF6F-3。
(第36戦闘飛行隊所属、1943年撮影。)
- 用途：戦闘機
- 分類：艦上戦闘機
- 設計者：ロバート・L・ホール
- 製造者：グラマン航空機エンジニアリング社
- 運用者

  -  アメリカ合衆国（海軍、海兵隊）
  -  イギリス（海軍艦隊航空隊）
  -  フランス（海軍航空隊）
  -  ウルグアイ（海軍航空隊）
- 初飛行：1942年6月26日
- 生産数：12,275機
- 生産開始：1942年
- 運用開始：1943年
- 退役

  - 1954年（アメリカ海軍）
  - 1960年（ウルグアイ海軍）
- 運用状況：退役
- ユニットコスト：3万5,000ドル（1945年）

グラマン F6F ヘルキャット（英語: Grumman F6F Hellcat）は、アメリカ合衆国のグラマン社が開発しアメリカ海軍が第二次世界大戦中盤以降に使用した艦上戦闘機。愛称の「ヘルキャット(Hellcat)」は、直訳すれば「地獄の猫」となるが、「性悪女」や「鬼婆」という意味を持つ。
アメリカ海軍の本命は1940年に初飛行したF4Uであったが、実際には開発時期が遅いこちらのヘルキャットが艦上戦闘機の主力となった。

## 開発
グラマン社によりアメリカ海軍の主力艦上戦闘機となったF4Fの後継機として開発された。開発は1938年3月から開始された。開発当初の社内名称はG-35であり、ライト R-2600（1,600馬力）エンジンを搭載する計画であった。
1940年にはF4Uが初飛行しており、良好な飛行性能を披露していた。アメリカ海軍はそれぞれエンジンの異なる試作機の製造を要求し、G-35を拡大し、P&W R-2800（2,000馬力）エンジンを搭載するG-50を開発することとなった。元は複葉機として設計を開始したF4Fが主脚を胴体格納式とした（複葉機時代から引き込み脚を採用したグラマンの伝統）のと異なり、最初から単葉機として設計された本機は、F4Fの流れを汲む機体であるものの、主脚が一般的な単葉機同様の翼内格納式となった。このG-50は、1941年6月30日にXF6F-3として試作機が製造された。
太平洋戦争の開戦に伴い、1942年1月7日には試作機が完成していないにもかかわらず、1,080機の量産契約が結ばれた。R-2600 サイクロンを搭載したXF6F-1の初飛行は1942年6月26日のことで、R-2800 ダブルワスプを搭載したXF6F-3の初飛行は7月30日である。
XF6F-3は8月17日にエンジンの故障により墜落したため、XF6F-1のエンジンをR-2800 ダブルワスプに換装して実用化の試験に使用した。急降下時に機体後部でフラッターが生じたが、構造を強化することで解決された。P&W R-2800-10とブローニング M2 12.7mm 機関銃6挺を搭載してF6F-3 ヘルキャットとして量産が開始され、この初量産型F6F-3は1942年10月3日に初飛行した。
量産のテンポはどんどん早くなり1943年中に合計2,545機のF6F-3が納入された。このうち、252機はイギリス海軍航空隊へ引き渡された。イギリスではこれをヘルキャットMk.Iと呼び7月に任務につけた。
しかし、この機体も後に発動機P&WR-2800-10Wに換装した。そしてF6F-3後期型のカウリング、エルロン、風防、尾部を若干設計変更し、防弾装備のより強化されたものが最も生産数の多い最初の型F6F-5であり、1944年4月4日に飛行した。武装も増加し、翼下に爆弾907kgまたはロケット弾6発を搭載することができた。F6F-5は、夜間戦闘機のシリーズを含めて、合計7,868機が生産された。組立ライン上で、夜間戦闘機の基準に改修されたF6F-5Nは1,139機生産された。イギリス海軍は合計932機のヘルキャットを受領し、このうち70機はレーダーを装備していた。この型はヘルキャットMk.IIと呼ばれている。
XF6F-2とXF6F-4ではそれぞれターボチャージャーを搭載し高空性能を向上させた試作機も製造されたが、速度の向上を重要視したアメリカ海軍には評価されなかった。ヘルキャットの生産は1945年11月に終了した。

## 設計
F6Fは一応は新規設計された機体であるが、とりたてて実験的・革新的な機構や特殊な構造などは採用されず、俗に「グラマン鉄工所（Grumman IronWorks）」と呼ばれる堅牢さと生産性を重視したグラマンの設計思想を踏まえ、それを体現したとされるF4Fの長所を強化しつつ、実運用中に発覚した問題や不満点の解消に注力するにとどめ、全体としては手堅く纏められている。同じエンジンを採用していたF4Uが、工夫を凝らした設計により高性能を示しながらも種々の問題を抱えたことで初期には陸上運用に回され「航空母艦に搭載されるための機体設計をしなかった欠陥機」とまで揶揄された一方、F6Fはその堅実な設計ゆえ早期に艦上戦闘機として実戦化された。また、実戦投入前にF4Uで発覚したエンジンの問題がF6Fにフィードバックされたことも、本機の完成度の向上に繋がっている。
F4Fがパイロットから頑丈さを評価されたことを確認し、F6Fも生産性の高さと構造の強さを両立した骨張った形状となった。F4Fと同じく後方にスライドして開くレイザーバック型のキャノピーを装備したため後方視界は決して良好ではなかったが、広めのコクピットゆえ前方視界は優れていた。
艦上機向けの主翼の折り畳み機構がF4Fに採用されたのは改良型のF4F-4からであったが、F6Fでは初期から装備している。F4Fと同じくヒンジを軸にして前方が下になるように捻って折りたたむ方式は、グラマン伝説によると、ルロイ・グラマンが愛用していたクリップとガム状消しゴムを元に考え出されたと言われている。F6Fでは操縦席からロックピンを操作できるようになったが、TBFに採用された油圧式の折り畳み装置は見送られた。
F4Fでは主脚を胴体に収容するため胴体を太くしていたが、主脚を主翼に収納するF6Fにおいても太い胴体は踏襲されている。しかしF4Fと異なり主翼の位置が中翼配置ではなく低翼配置に改められ、それが脚部の構造にも影響した。F6Fは主脚を後方に引き込みながら、90度回転させて主翼に収めていた。F4Fではパイロットがクランクを使って手動で胴体に主脚を格納したが、F6Fでは尾輪も含めて油圧で作動するようになった。これは引き込みを面倒がっていたパイロットに歓迎された。初めてF6Fと交戦した零式艦上戦闘機のパイロットは、胴体は同じだが低翼のためすぐにF4Fとは違う機体だと判別できたと述べている。
エンジン出力の向上による重量的な余裕を防弾装備に回すことで、防弾フロントガラスをはじめとした総重量96kgに及ぶ厳重な防弾装甲が計器板の前方と操縦席背面に取り付けられた。さらにキャノピー前面の機首上面/エンジン下面/オイルクーラー前面に弾片防御レベルの外板が配置され、運動性を犠牲にせずF4F以上の防御性能を獲得した。胴体内には227リットルの自動防漏燃料タンクがパイロットの座席下にあり、両翼にはそれぞれ331リットルの翼内燃料タンクを配した。これだけでF4Fの2倍に近い燃料積載量を確保できたが、加えて胴体下に容量568リットルの増槽を装備することもできた。
武装は12.7mm機銃×6と当時の米軍機としては標準的な火力（より大口径な20mm以上の機銃ないし機関砲を大戦初期から多用していた日欧の主力戦闘機よりはむしろ軽武装）であったが、運動性能を重視し比較的軽装甲の日本軍機を相手にするには総合的には十分であった。エンジン出力のさらなる向上により外部兵装としてロケット弾・爆弾・魚雷などを約1.8tまで搭載できるようになり対艦・対地攻撃も可能となったが、攻撃機としても運用されていたF4Uほどの積載量には届かず、あくまで対戦闘機用としての性格が強い機体であった。
また、本機の大重量ゆえ着艦失敗時に脚が折れてキャットウォークに突っ込む事故が発生したが、胴体が強固なためパイロットが無事に済んだ例も多い。
堅牢な構造と大出力エンジンにより運動性は良好で、重い防弾装備と武装を撤去すれば曲技も可能であり、アメリカ海軍のアクロバットチームであるブルーエンジェルスの初代機として採用された。
F6Fは一般的には（とくに日本では）零戦に対抗するため急遽開発された機体であるように紹介されることがあるが、制式採用経過後も新技術に頼らない保守的かつ堅実な設計であり、また開発時期から見ても、さまざまな新機軸を盛り込んだがために、空母艦載機としての採用が遅れた同時期のF4Uのいわゆる“保険”としての採用経過からも、実際にはF4Fの発展強化型のような存在であるといえる。

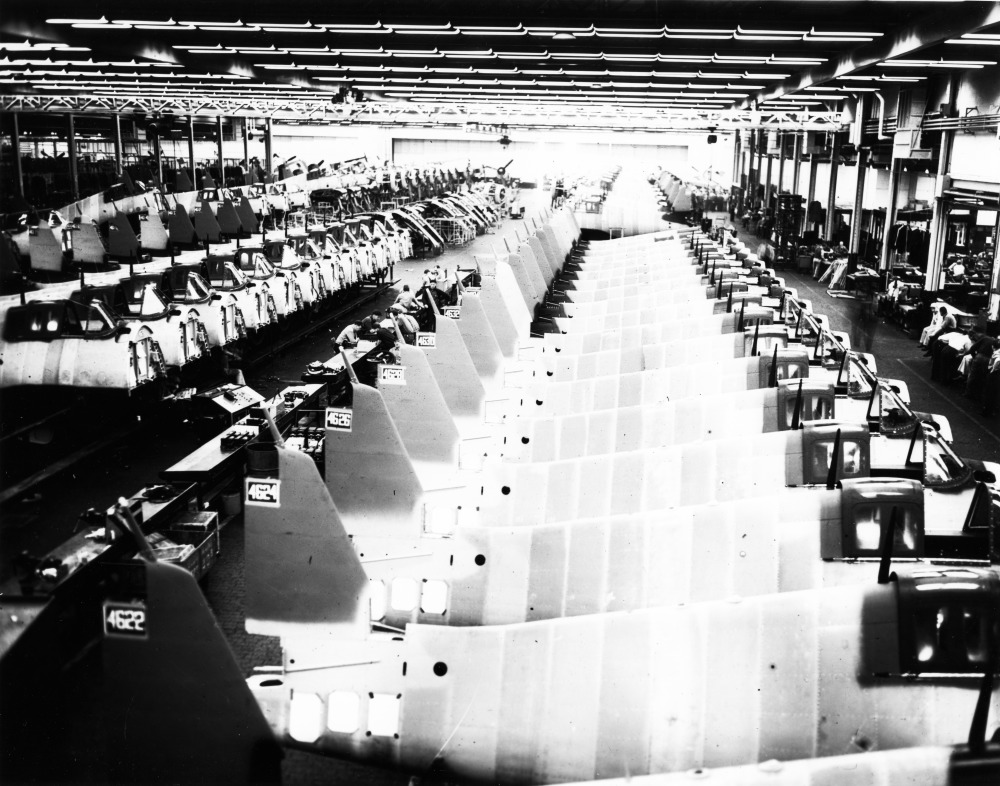
ニューヨーク州ベスページ（英語版）にある工場で生産中のF6F-5（1944年）
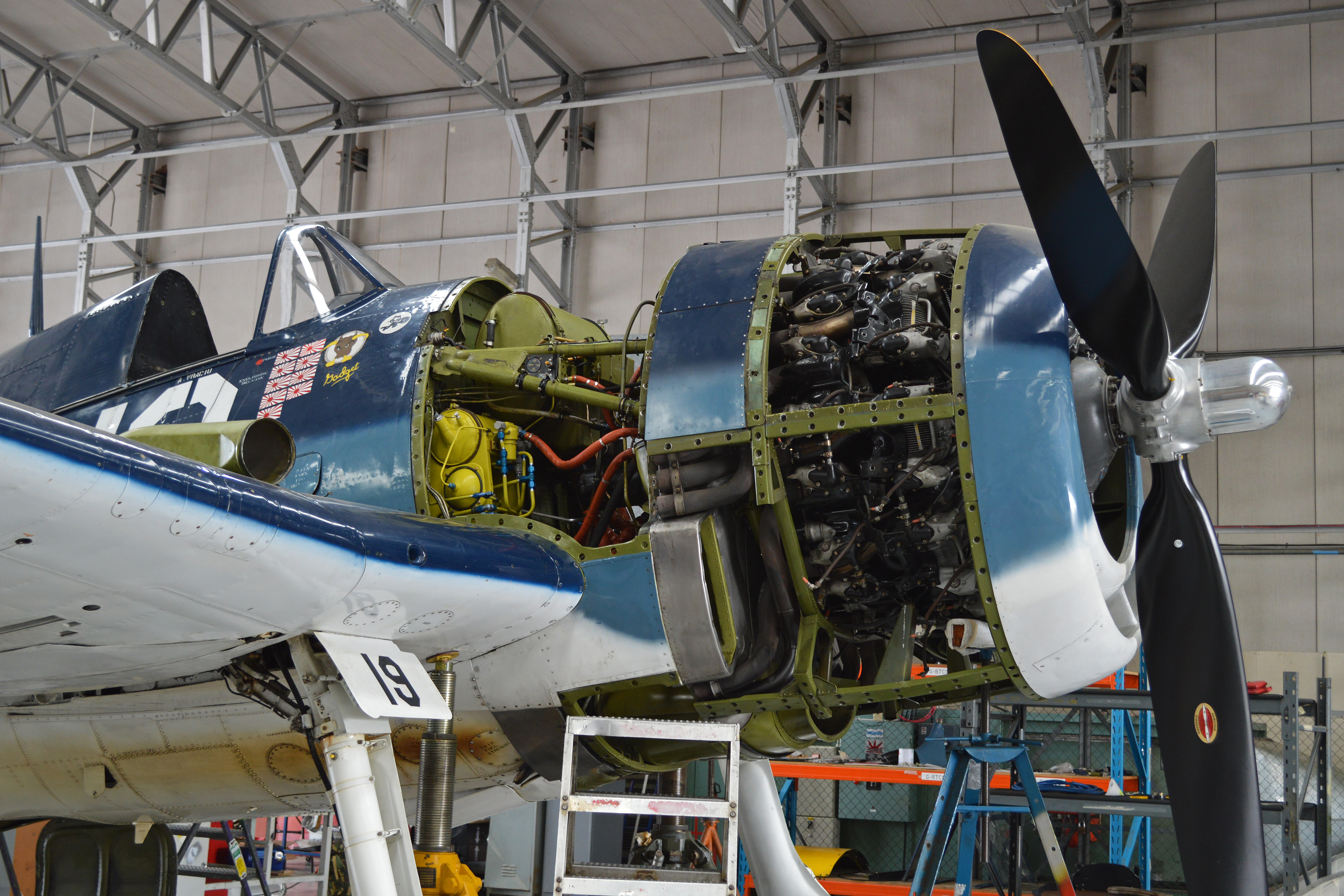
F6F-5の機首とエンジン。
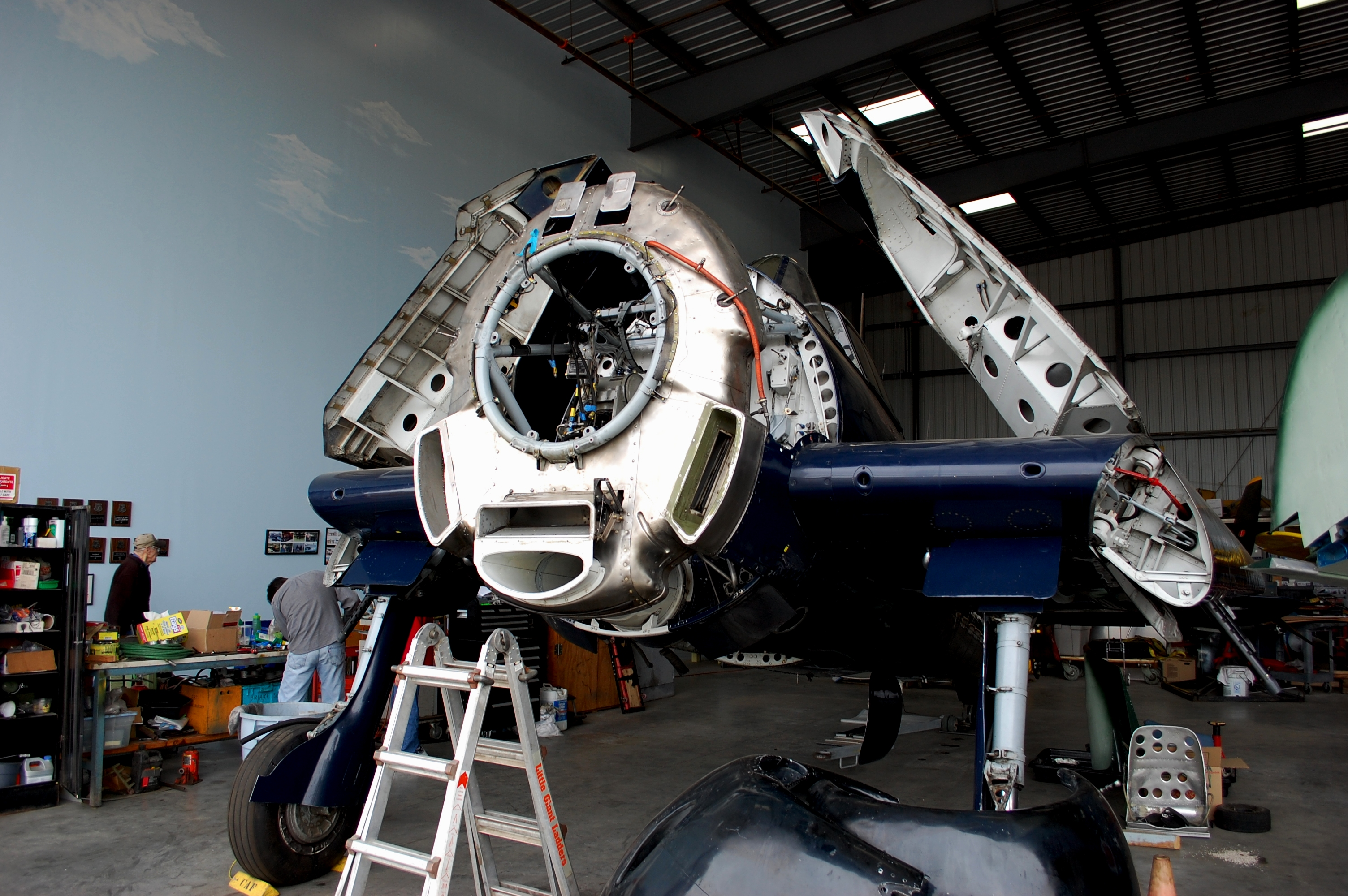
エンジンを下ろした状態のF6F-5。主脚の取り付け位置や、折り畳まれた主翼の端面も明瞭に写っている。
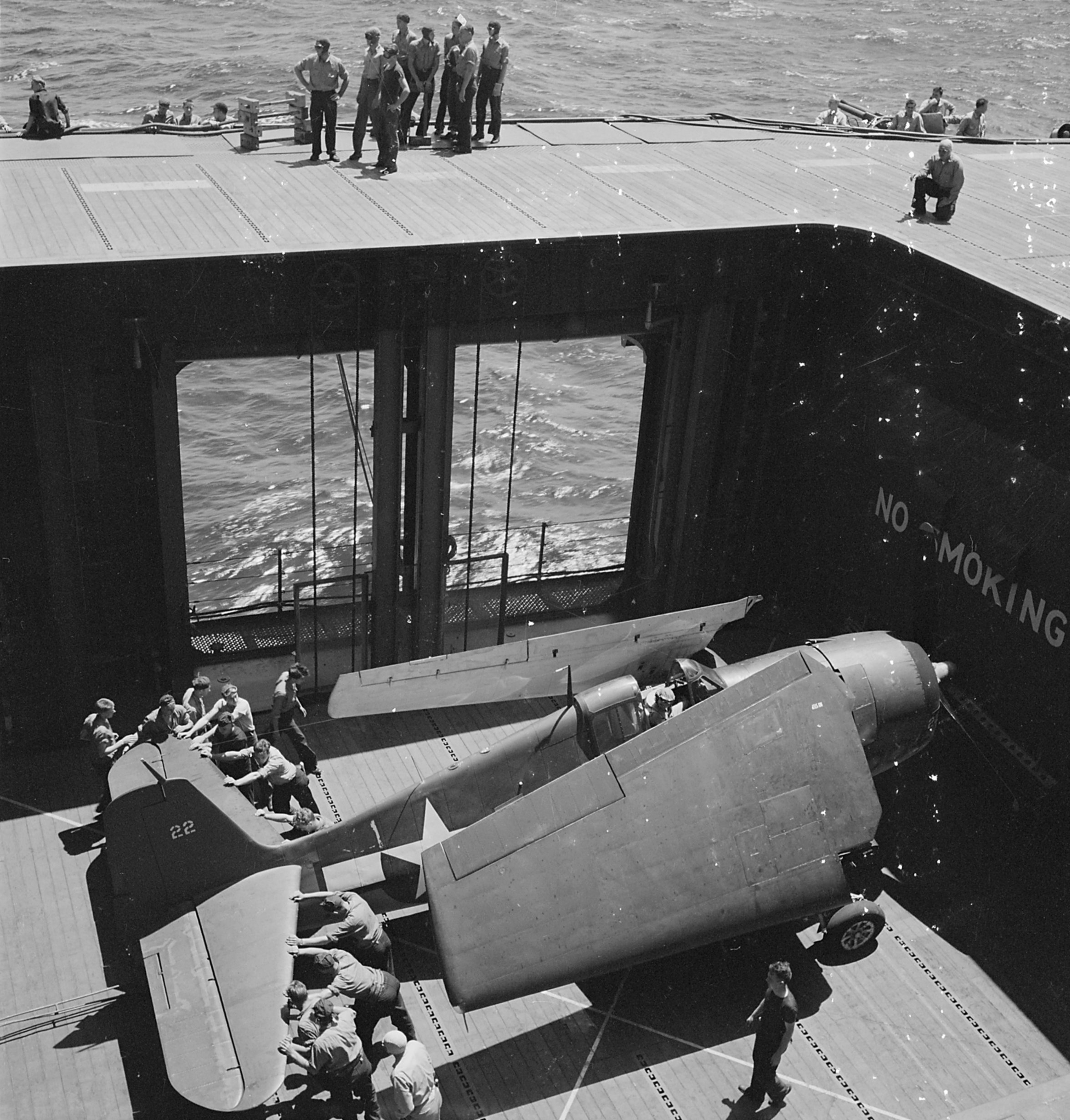
ヨークタウンのエレベーター上で翼を畳んだF6F

## 戦歴

### アメリカ海軍
1943年1月16日に最初のヘルキャットが空母エセックスに配備され、ヘルキャットの戦歴は、1943年8月31日のマーカス島にある日本軍施設の攻撃をもって開始された。
操縦に癖がなく早期教育のみで投入された未熟なパイロットにも扱いやすい特性と、生残率を高めるパイロット背面の堅牢な装甲板や自動防漏タンクなどの防護装備に加え、エンジンの出力と機体の頑丈さにより見た目に反して日本軍のパイロットにも一目置かれるほどの良好な運動性能があった。格闘戦を得意とし積極的に巻き込もうとする日本の戦闘機を撃破するには最適の機体であり、一撃離脱戦法を中心に戦うため格闘戦に持ち込めば日本側が優位に立てるP-38やF4U、P-47などに比べ、横転が素早くある程度は格闘戦もこなしてみせたF6Fを「もっとも嫌な相手」に挙げる日本軍搭乗員は多い。折畳み式の主翼を備え一隻あたりの航空母艦に多数が搭載可能であったこともあり、大戦中盤以降のアメリカ軍機動部隊の主力戦闘機として活躍し、日本の航空戦力の撃滅に最も貢献した戦闘機となった。
弱点は2,000馬力級の戦闘機としてはやや低速だったことであるが、それでも零戦や隼などといった日本の1,000馬力級戦闘機より明らかに優速であり、軍用機の近代化に後れがちな日本軍を相手とするには必要にして十分であった。また、大重量のため着艦失敗時に脚や尾部が折れる事故も発生したが、胴体の構造が非常に強固な設計となっており、機体ないしパイロットは無傷・軽傷で済んだ例も多い。
レーダーを搭載したタイプのF6Fは、TBFアベンジャーと組んで、当時主流であった対潜攻撃のハンター&キラー戦術におけるハンター（捜索担当）機としても活躍した。また単座艦上戦闘機でありながら、レーダーを装備した艦上夜間戦闘機（F6F-5N）としても運用された。インディペンデンス (CVL-22)のように夜戦専用になった空母も運用されたが、最新鋭のレーダーが敵に渡るのを防ぐためあえて機材を撤去して偵察および戦闘警戒飛行を中心とした運用となっていた。
より革新的かつ基本性能に勝るF4Uが不具合を解消し艦載機として太平洋戦争終盤に配備されるようになると、F6Fは徐々に第一線からは引き揚げられ、第二次大戦が終結すると急速に退役した。終戦の報を受け、搭載していたF6Fを海に投棄して帰投した護衛空母もいたことが当時の搭乗員のインタビューとして記録されている。戦後は、後述のF6F-5Kが朝鮮戦争で実戦使用されたにとどまるのに対し、F4Uのほうはまだ技術的に未成熟な第1世代ジェット戦闘機とも互角に渡り合った。
第二次世界大戦終結後はフランスをはじめとする西側諸国に売却され各国で運用された他、少数のF6F-5が無線操縦の標的機F6F-5D、飛行爆弾F6F-5Kに改修された。またF6F-5はチェスター・ニミッツの指示で1946年に組織された海軍アクロバット飛行隊『ブルーエンジェルス』の最初の機体として利用された。

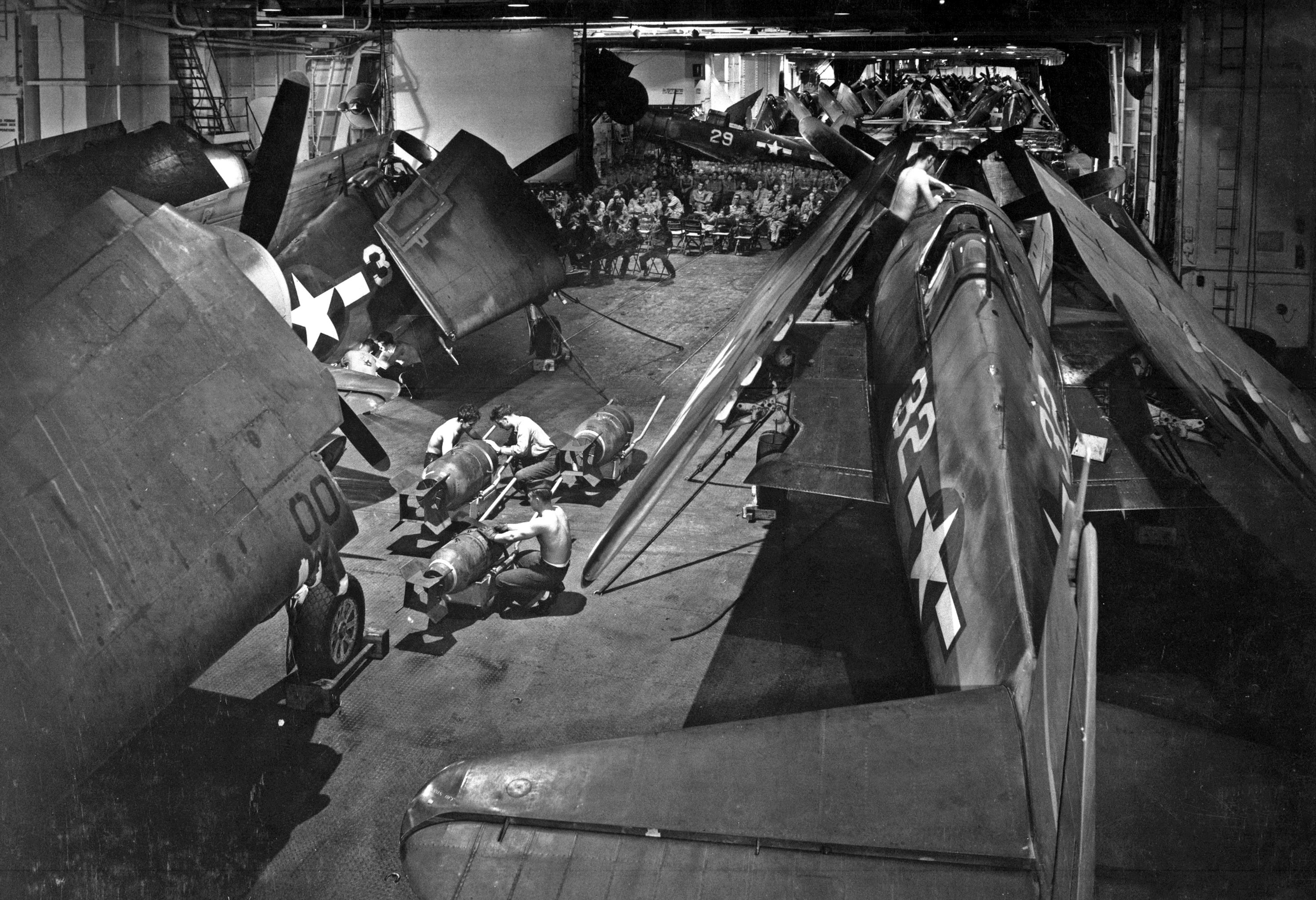
ヨークタウン格納庫内のF6F-3
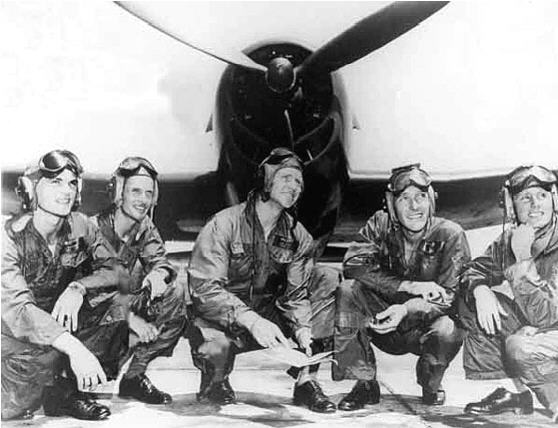
結成当時のブルーエンジェルス隊員とF6F-5（1946年）
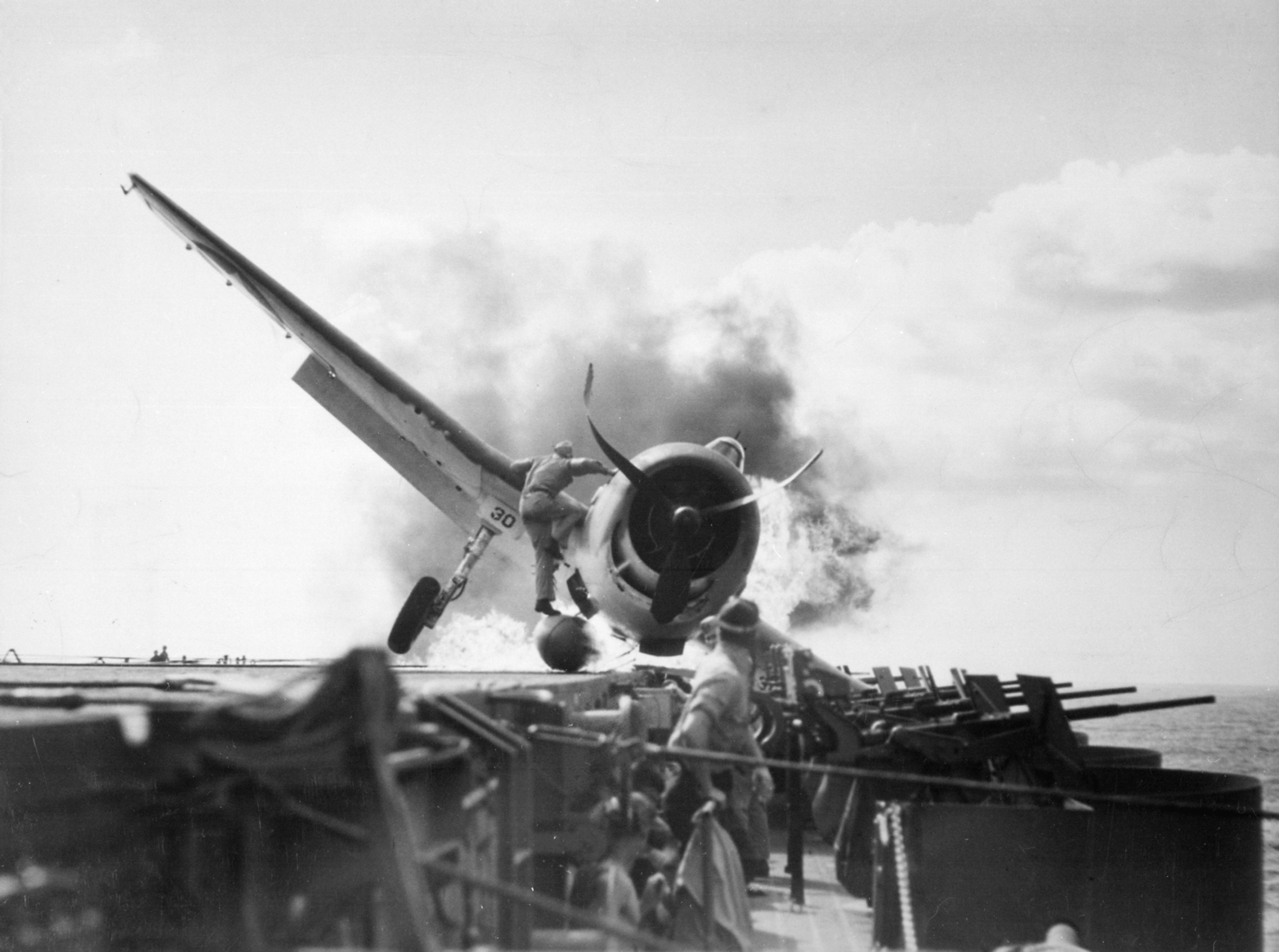
エンタープライズへの着艦に失敗したF6F-3。胴体は形を保っておりパイロットのジョンソン大尉は軽傷で済んだ（1943年11月10日）
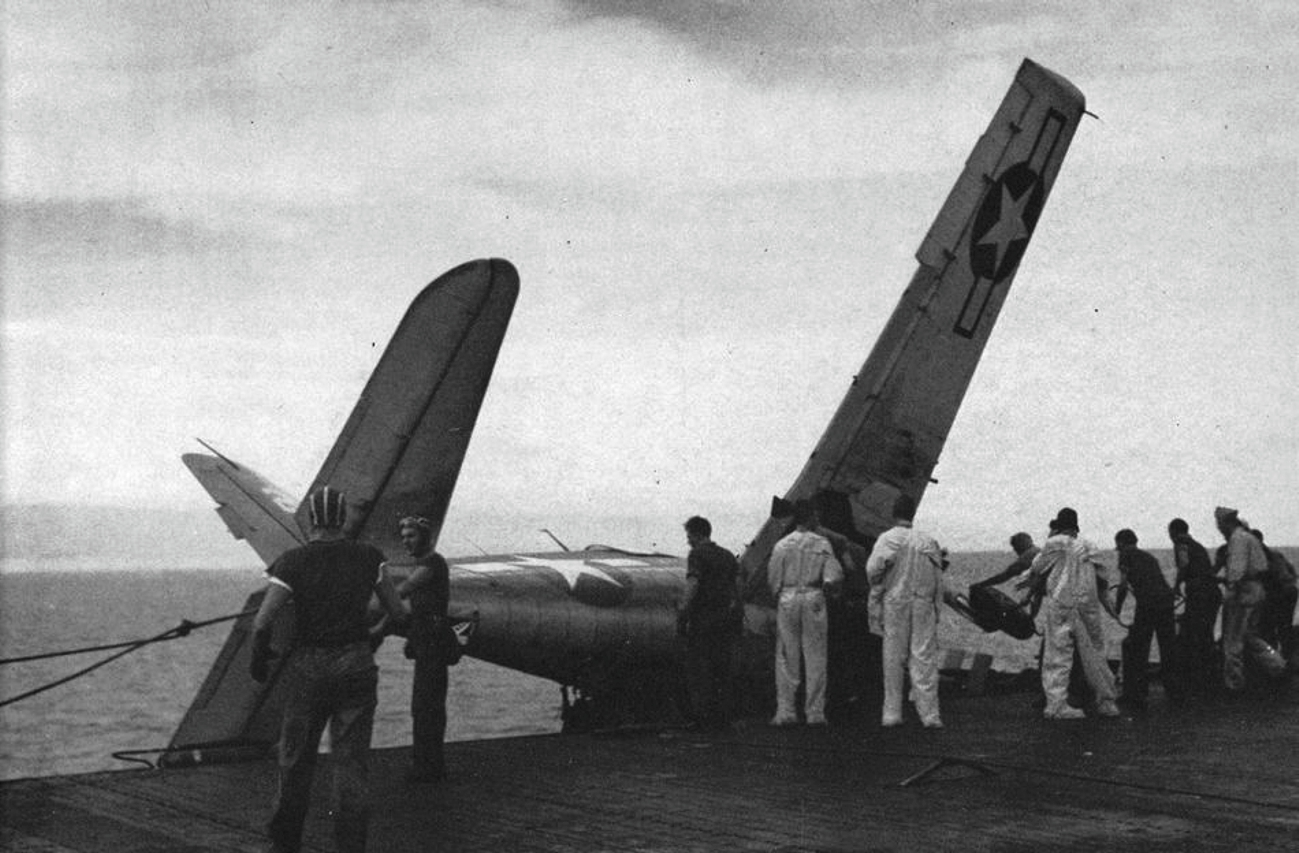
ハンコックへの着艦に失敗してキャットウォークに突っ込んだF6F（1944年）
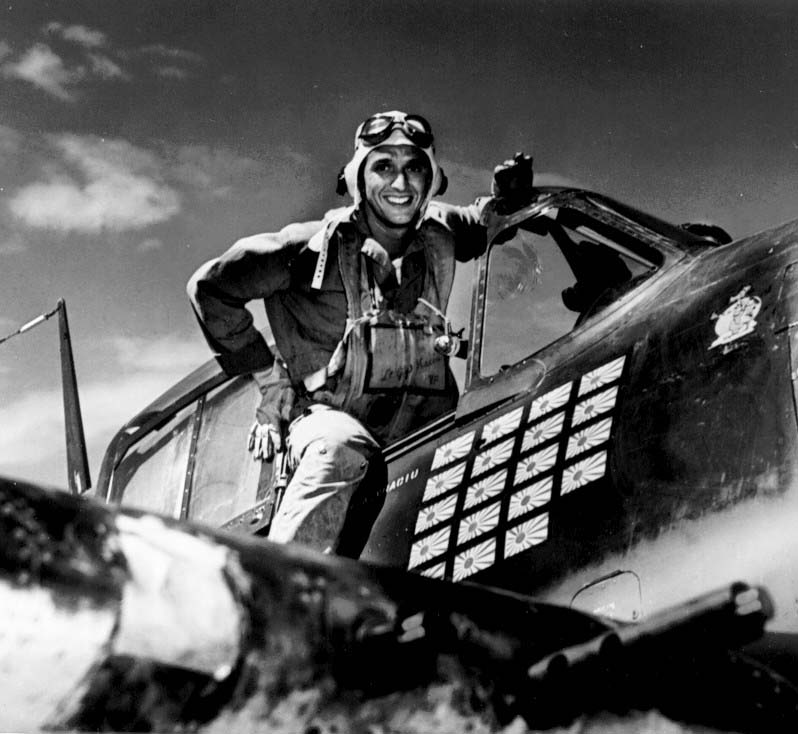
キルマークで飾られたアレキサンダー・ブラシウのF6F

## 他機との比較

### 零戦
F6Fは大柄・大重量ながら2,000馬力級のエンジンを搭載していたため、軽量ゆえに海面上昇率に優れる零戦と比較しても、ほぼ同じ海面上昇率であった。また、ズーム上昇は強固な機体構造ゆえに急降下で速度を稼げるF6Fの方が零戦よりも優れていた。さらに、急降下性能、武装、防弾性能、横転性能、旋回性能も、時速400km以下の速度域以外では零戦より優れていた。
F6Fの運動性能は良好であるが低速域では零戦に劣るため、単独での格闘戦はできる限り回避しつつ無線でタイミングを計りながらサッチウィーブで対抗するようになっていた。だが1944年6月の硫黄島における第三〇一海軍航空隊との戦いでは、経験を積んで自信をつけたためか積極的に格闘戦を挑むF6Fの姿が目撃されている。
零戦とF6Fが1対1の格闘戦を行い、双方弾薬を射ち尽くして引き分けた事例もある。
同じ艦上戦闘機でありながら、限られた出力の発動機で最大限の運動性能を発揮するため徹底的に軽量化してパイロット個人の技量を活かした格闘戦を仕掛ける零戦に対し、大出力の発動機による余裕を防御性能に配分して生存性を確保しつつ、僚機との無線による連携で戦術的・戦略的に戦うF6Fは、まさに正反対の性格をもつ戦闘機であり、日米の戦闘機設計に対する思想の差を象徴しているとも言える。

### F4U コルセア
F4Uの初飛行はF6Fよりも約2年早く、最高速度はF6Fに勝っていた。しかしながら独特の逆ガル翼ゆえ着艦時の視界が悪く、艦上戦闘機としての運用には難があるとされ、F4Fの後継の座は当初はF6Fに譲らざるを得なかった。その後は改良や着艦方法の改善によってF4Uも艦上戦闘機としての運用が可能になり、F6Fを置き換えて大戦末期から戦後にかけてのアメリカ海軍の主力戦闘機・戦闘爆撃機となるのだが、格闘戦向けのF6Fを「手強い相手」としていた日本機のパイロットからは、アメリカ軍パイロットが使いこなせていないF4Uはむしろ相対的には与しやすい相手であった。
これはF6Fの戦闘状況の優位性とパイロットの平均的な練度の差が作用したこともあり、実際には比較テストなどの同じ条件であれば、F6FよりもF4Uの方がより横転が速く、運動性の良い戦闘機であった。1944年の春に艦上運用テストでF6Fと比較されるF4Uはより速く、機動性と上昇力も優勢であることを示し、特にズーム上昇でリードしたので、米海軍は、F6FをF4Uに交替することを勧告する評価を下した。
アメリカ軍が鹵獲した零戦との比較レポートでは、F6FとF4Uは零戦を相手に運動性は同等、速度と上昇力はF4Uが優勢、旋回力は1万フィートで同等、3万フィートではF6Fが微細(only slight margin)に優勢だが、F4Uが戦闘フラップを使用すると、テストされた機種の中で零戦に150ノートまで追い付くことが可能な唯一の米軍戦闘機として、より優れた旋回力を見せた。
戦後もその評価は続き、退役パイロットたちによって結成されたSETPでも、1989年当時の最新技術を利用した測定でF4Uの性能と機動性をより高く評価した。
このように、F4Uの方が性能評価が高いにもかかわらず、現場レベルでは日米双方でF6Fを支持する声が多かった理由として、配備初期にF4Uが割り当てられたパイロットの多くは戦闘経験が無かったり、水上機や爆撃機のパイロット養成コースから急に転換した者が集められたことで、彼らの技量不足から損害が増えたことがあげられる。パイロット側にとっても、堅実に設計されたF4Fのマイナーチェンジ版にとどまり飛行特性も大きくは変わらないF6Fへは未熟なスキルでも比較的スムーズに移行でき、経験豊富なベテランは言うまでもなくF4F以前に培った技量をそのまま活かせるため機種転換の訓練は短時間で済む一方、新技術の多用により特性が異なるF4Uへの機種転換にはまとまった時間が必要であった。また、F4F譲りの強固さが信頼されていたF6Fと異なり、、当初のさまざまな不具合が残ったまま実戦配備されたF4Uには実態以上に悪いイメージが残っていたこともあげられる。

## 運用国
- アメリカ合衆国
  - アメリカ海軍
  - アメリカ海兵隊
- イギリス
  - イギリス海軍
- フランス
  - フランス海軍
- ウルグアイ

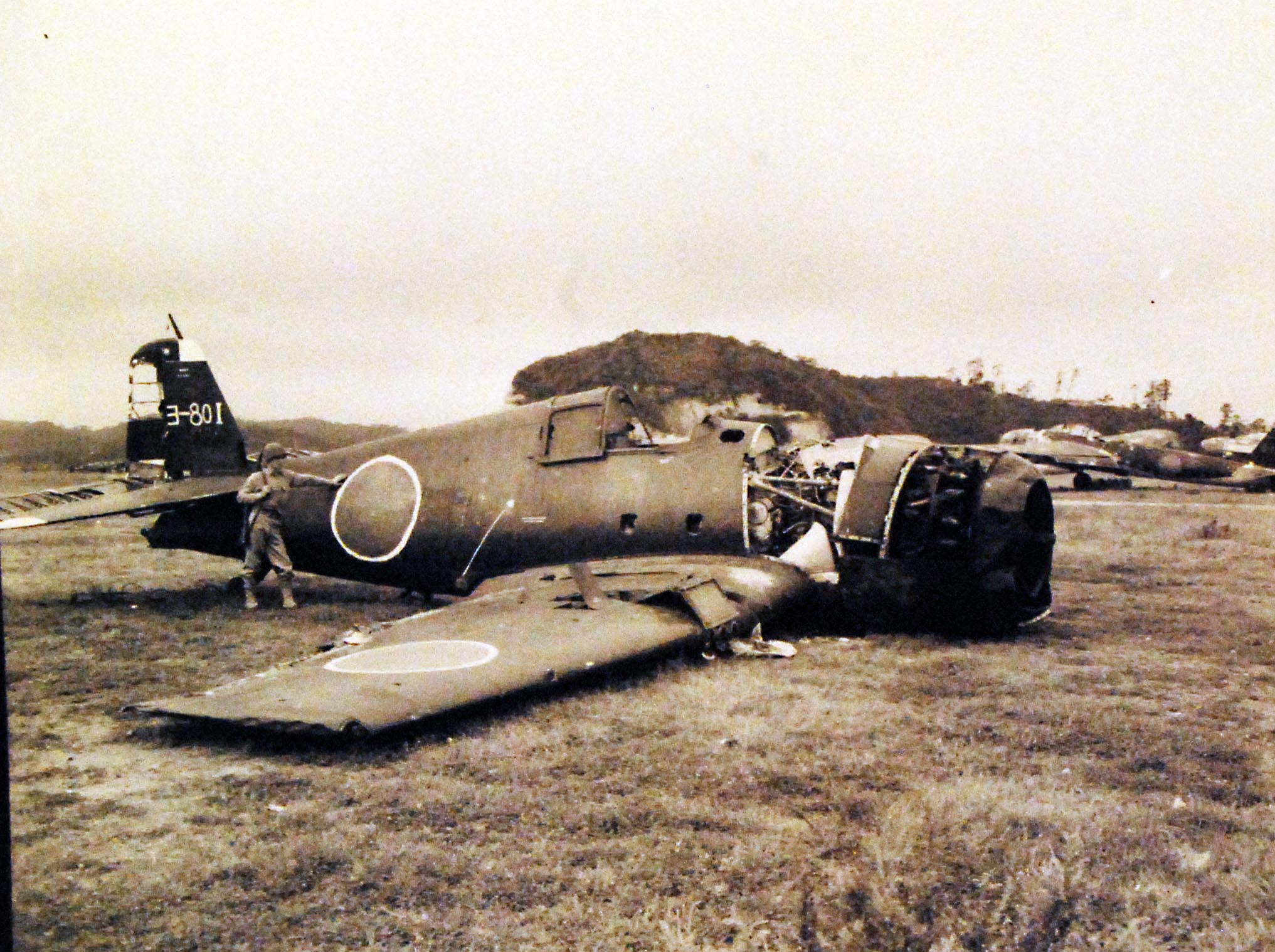
日本に鹵獲され、戦後進駐軍によって撮影されたF6F-5（1945年）

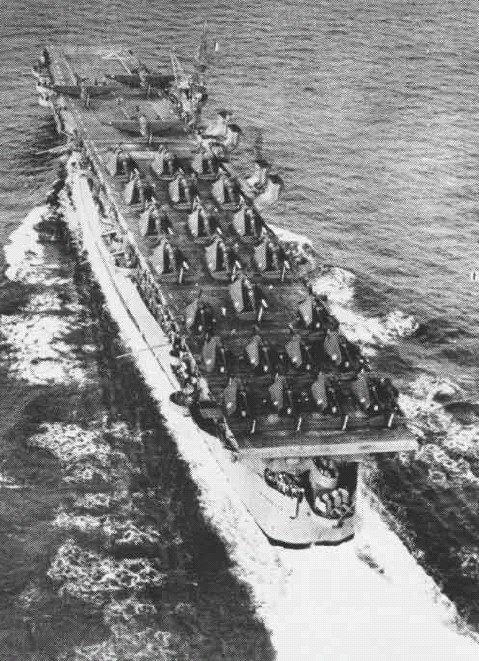
フランス海軍の空母ラファイエット上に並べられた16機のF6F-5（1951年9月11日）

このほか、日本海軍に鹵獲された後に、日の丸が塗装されヨ-801という機番が宛てられて、横須賀海軍航空隊に配備されていたF6F-5が1機存在する。終戦時点では破損した状態であった。
1945年（昭和20年）1月4日午前、台湾中西部飛行場に対する爆撃・写真偵察任務を帯びたTBMアヴェンジャー艦攻6機を護衛する空母ラングレー・第44戦闘飛行隊所属で、マルコム・T・ワーデル中佐（Malcome T. Wordell）指揮下にあるF6F-5編隊「ストライクB隊」の一機であるチャールズ・ヴァレンタイン・オウガスト中尉（Charles Valentine August）操縦のF6F-5 / 71441号機がエンジン不調の為、虎尾海軍飛行場近くの畑に胴体着陸した。機体はその後整備隊によって極めて良好な状態で回収され虎尾神社境内の森に運び込まれ一般公開された。その後の消息は不明であるが、先述の横須賀で運用された機体ともされる。オウガスト中尉はその7ヶ月後に終戦を迎えたため、収容所を出て無事本国に帰還出来た。

## 各型

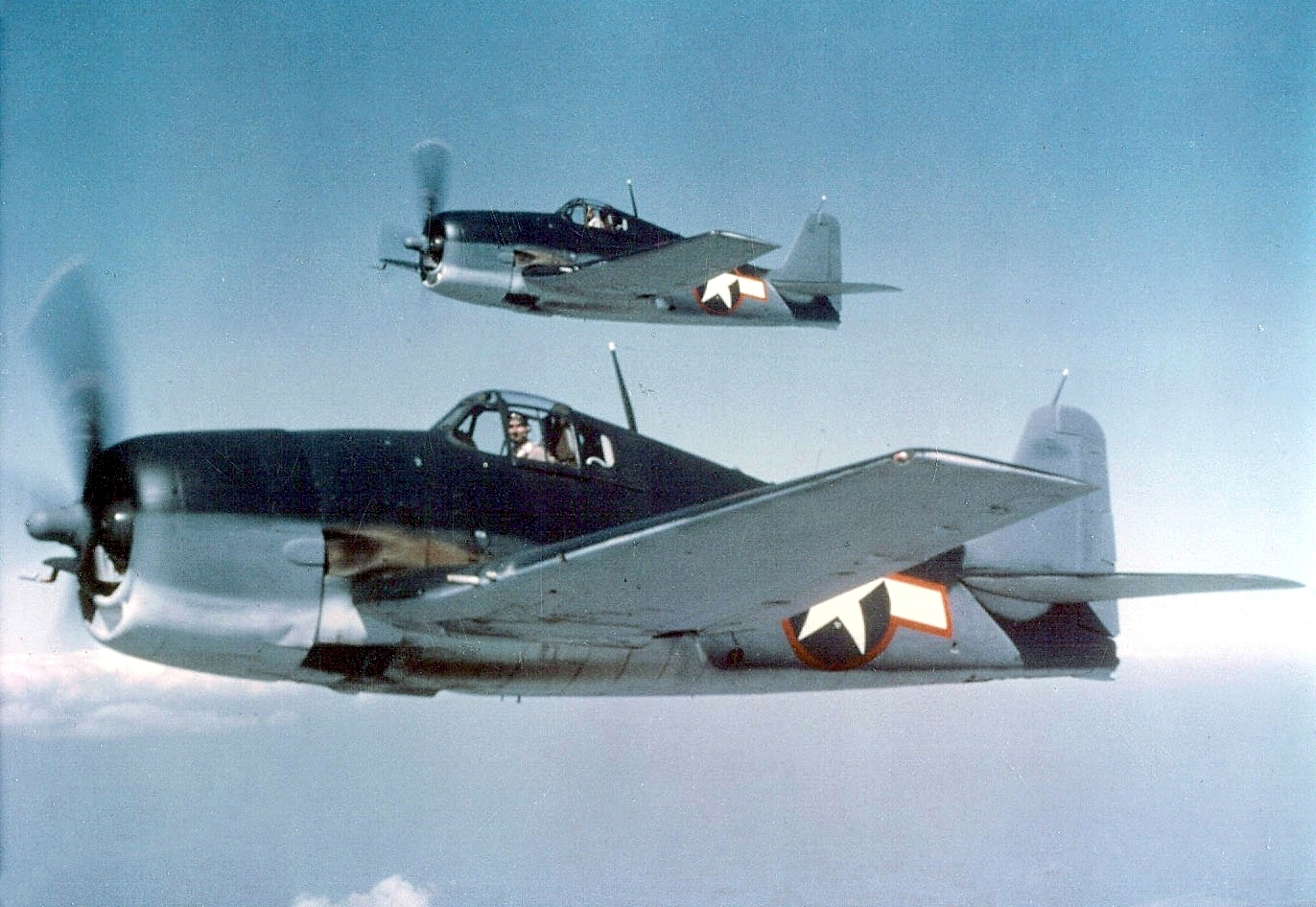
F6F-3

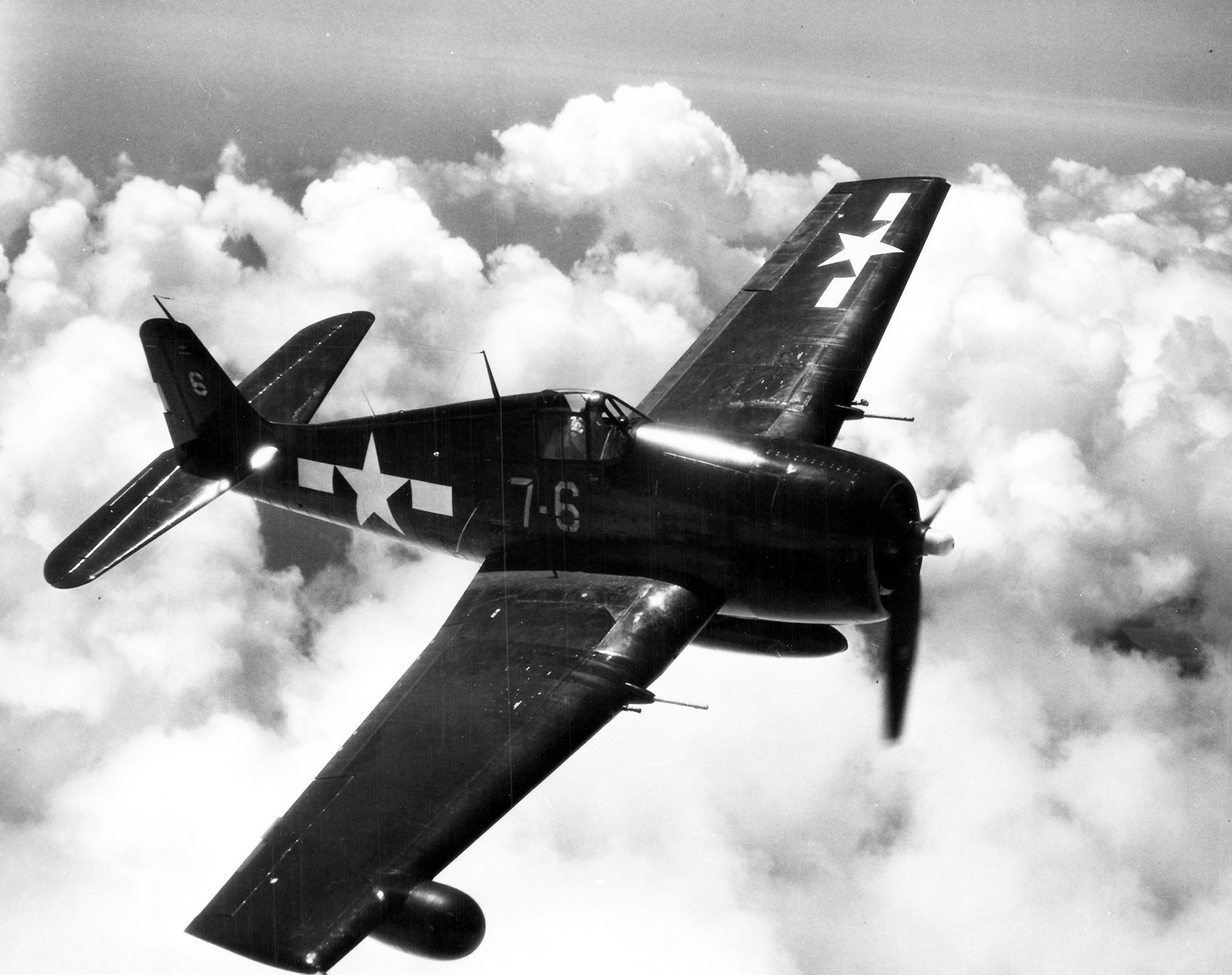
F6F-3N

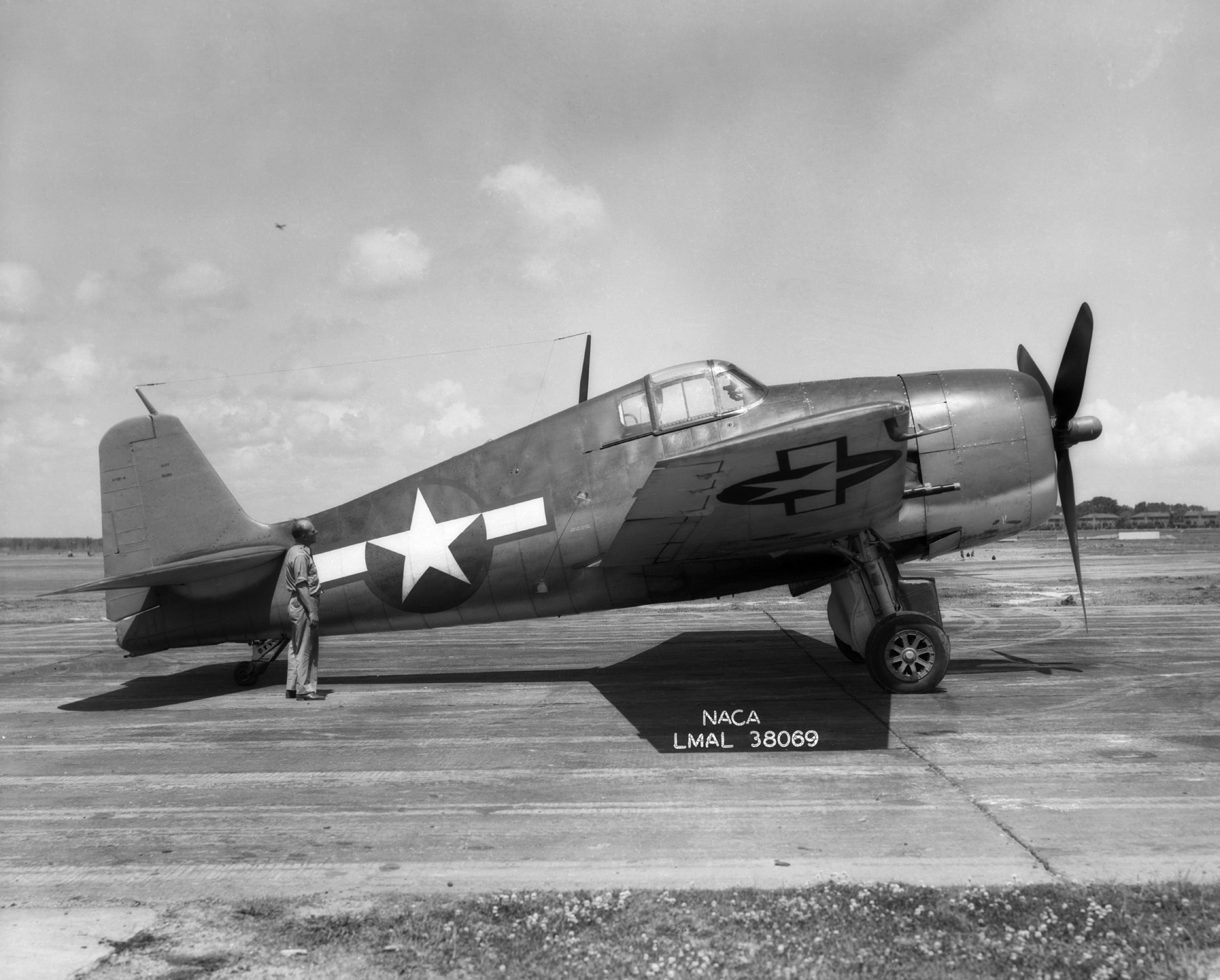
XF6F-4

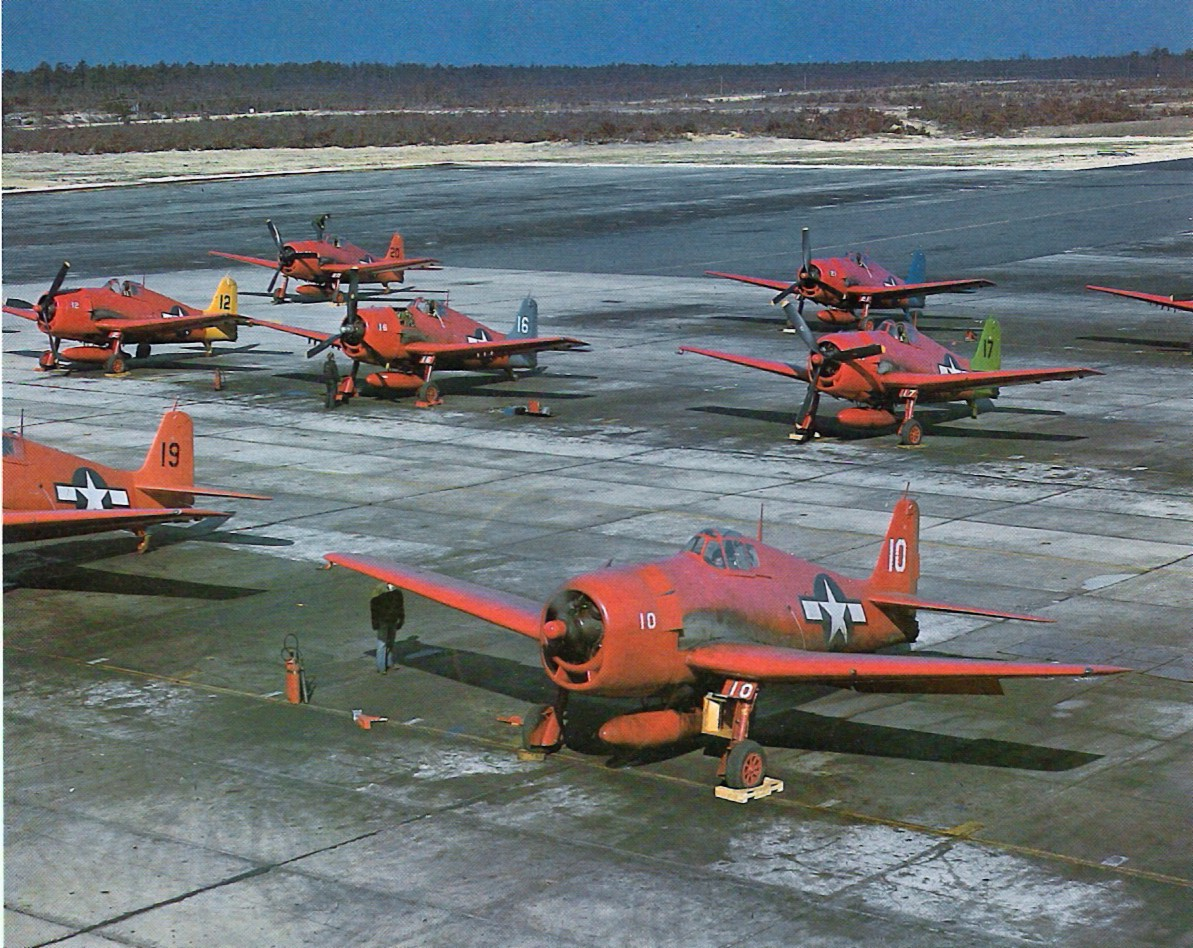
クロスロード作戦で観測機として使用されたF6F-5K

F6F Hellcat

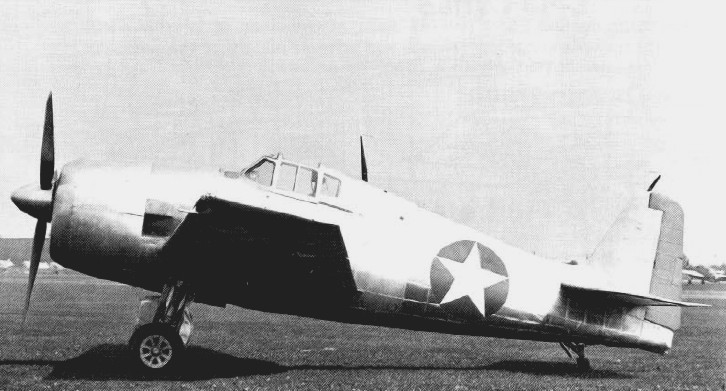
XF6F-1
初期試作型。ライト R-2600-10エンジン（1,600馬力）搭載。

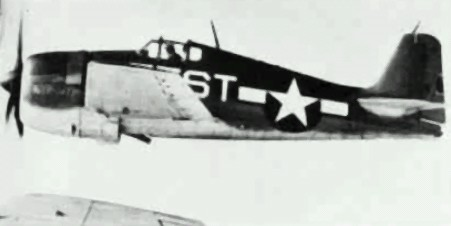
XF6F-2
改良型の試作機。ライト R-2600-16エンジン（ターボチャージャー付）搭載。完成前にXF6F-3に変更。
XF6F-3
XF6F-1およびXF6F-2からの改装。ライト R-2800-10エンジン（2,000馬力）搭載。2機製造。
F6F-3
初期量産型。ライト R-2800-10エンジン（2,000馬力）搭載。
ガネット Mk. I→ヘルキャット F Mk.I
イギリス向けの252機のF6F-3。後に改称。1943年7月から、シーハリケーン装備の第800中隊に最初に配備され、ノルウェー方面での艦船攻撃と攻撃機の援護を行った。
F6F-3E
夜間戦闘機型。右主翼下にAN/APS-4レーダー搭載。18機改装。1944年実戦投入。
XF6F-3N
F6F-3Nの試作用に改造されたF6F-3。
F6F-3N
夜間戦闘機型。右主翼下にAN/APS-6レーダー搭載。229機改造。
F6F-3P
写真偵察機型。
XF6F-4
F6F-3より1機改装。ターボチャージャー付ライト R-2800-27エンジン（2,100馬力）搭載。

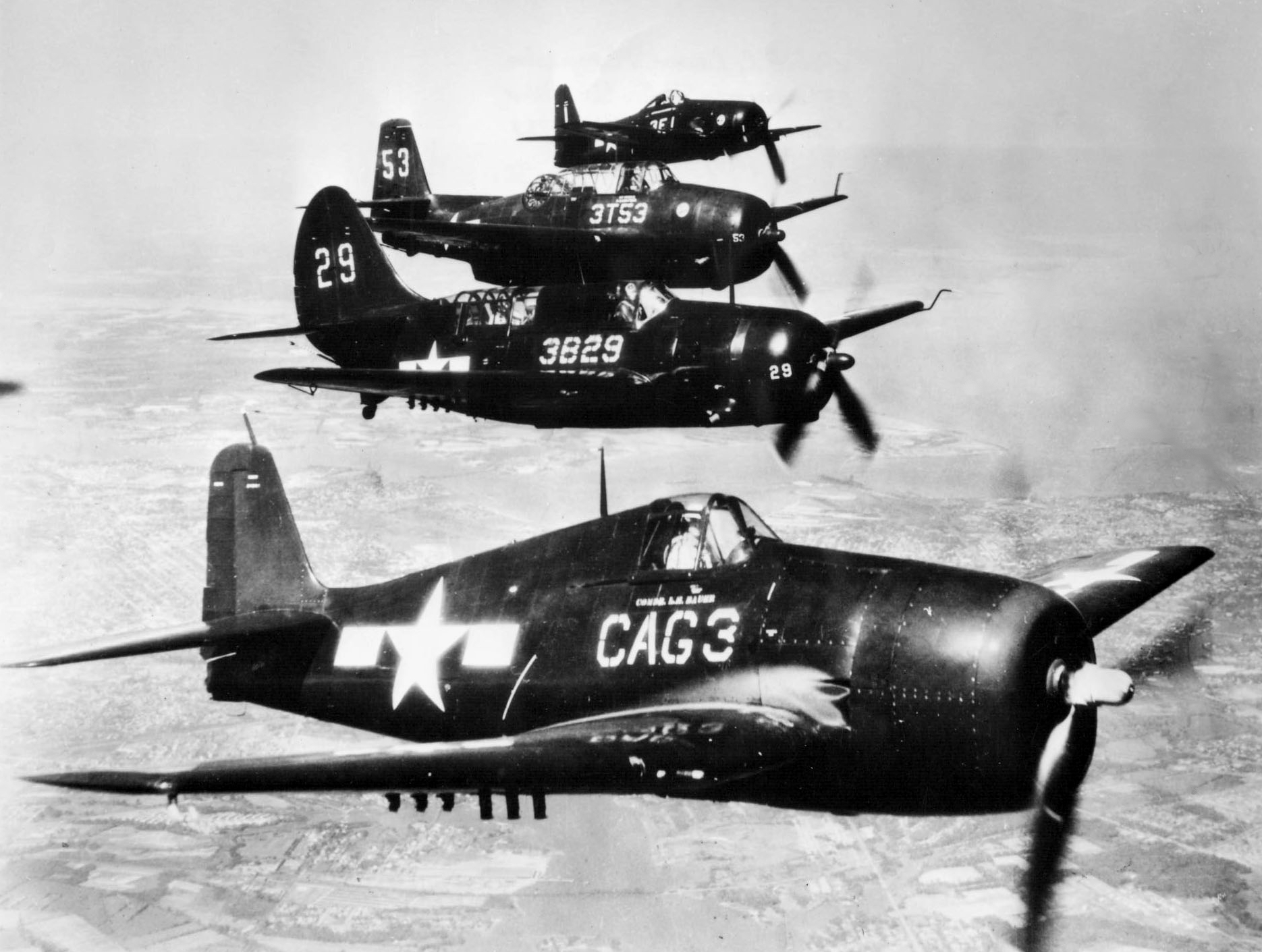
F6F-5
改良量産型。7,868機製造。P&W R-2800-10W（水噴射装置付 2,200馬力）エンジン搭載。キャノピーをはじめとした機体形状の改良が施された。
ヘルキャット F Mk.II
イギリス向けの930機のF6F-5。10個中隊に編成され、太平洋方面で活動した。
F6F-5E
夜間戦闘機型。右主翼下にAN/APS-4レーダーを搭載。
F6F-5K
F6F-5及びF6F-5Nより改造された標的曳航機。武装を撤去し吹き流しを巻き取るウインチなどを追加、機体色はオレンジに塗装されている。標的機など無人航空機の試験機としても利用されたほか、朝鮮戦争時にはA-1から遠隔操作する飛行爆弾としても使用された。無人型の尾翼は無線周波数ごとに色分けされている。
F6F-5N
夜間戦闘機型。右主翼下にAN/APS-6レーダー搭載。一部は機銃を換装し、20mm機銃2門、12.7mm機銃4門を装備。
ヘルキャット NF Mk.II
イギリス向けの80機のF6F-5N。大戦中に２個中隊が編成されたが、実戦参加は間に合わなかった。
F6F-5P
写真偵察機型。F6F-5の胴体中央部左側面にK-18偵察カメラを搭載。各VFで少数機が運用された。
ヘルキャット FR Mk.II
イギリス向け出荷用のF6F-5P。

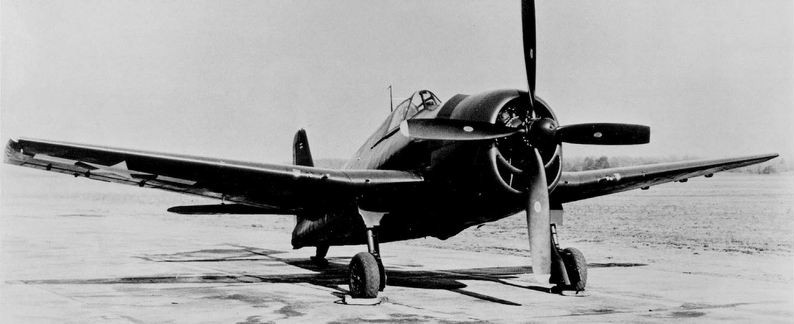
XF6F-6
2機のF6F-5(機体番号：70188及び70913)にP&W R-2800-18W(水噴射装置付 2,100馬力)を搭載しプロペラも4翅に換装した機体。1944年7月6日に初飛行を行い、最高速417mph(671km/h)と良好な性能を示したが次世代機であるF8Fが完成していたため量産は行われず。
FV-1
カナダで製造された機体向けに用意された名称。製造されず。

## 諸元

F6F-5三面図

| 機体名       | F6F-3 | F6F-3N |
| ------------ | --- | --- |
| 全長         | 33ft 7in (10.24m) | 33ft 7in (10.24m) |
| 全幅         | 42ft 10in (13.06m) → 16ft 2in (4.93m) ※主翼折り畳み時 | 42ft 10in (13.06m) → 16ft 2in (4.93m) ※主翼折り畳み時 |
| 全高         | 14ft 5in (4.39m) | 14ft 5in (4.39m) |
| 翼面積       | 334ft² (31.03m²) | 334ft² (31.03m²) |
| プロペラ     | ブレード3枚 直径13ft 1in (3.99m) | ブレード3枚 直径13ft 1in (3.99m) |
| エンジン     | Pratt & Whitney R-2800-10W (2,000Bhp 最大：2,110Bhp) | Pratt & Whitney R-2800-10W (2,000Bhp 最大：2,110Bhp) |
| 空虚重量     | 9,207lbs (4,176kg) | 9,331lbs (4,232kg) |
| 戦闘重量     | 12,575lbs (5,704kg) | 13,015lbs (5,904kg) |
| 翼面荷重     | 183.82kg/m² | 190.27kg/m² |
| 燃料         | 250gal (946ℓ) | 250gal (946ℓ) |
| 最高速度     | 372mph/18,000ft (599km/h 高度5,486m) | 360mph/18,000ft (579km/h 高度5,486m) |
| 上昇能力     | 3,250ft/m S.L. (16.51m/s 海面高度) 20,000ft (6,096m)まで7分 | 3,090ft/m S.L. (15.70m/s 海面高度) 20,000ft (6,096m)まで7分24秒 |
| 実用上昇限度 | 38,800ft (11,826m) | 38,100ft (11,613m) |
| 降下制限速度 | 415kn (769km/h) | 415kn (769km/h) |
| 航続距離     | 1,340st.mile (2,157km) ※1×150galタンク搭載時 | 1,235st.mile (1,988km) ※1×150galタンク搭載時 |
| 武装         | AN/M2 12.7mm機関銃×6 (弾数計2,400発) | AN/M2 12.7mm機関銃×6 (弾数計2,400発) |
| 外部兵装     | 以下の組み合わせより最大4,000lbs (1,814kg) 胴体下：2,000/1,600/1,000/500lbs爆弾×1、Mk.13魚雷×1、Tiny Tim×1 翼下：1,000/500/250lbs爆弾×2・100lbs爆弾×6、Tiny Tim×2、HVAR / A.R.×6 | 以下の組み合わせより最大4,000lbs (1,814kg) 胴体下：2,000/1,600/1,000/500lbs爆弾×1、Mk.13魚雷×1、Tiny Tim×1 翼下：1,000/500/250lbs爆弾×2・100lbs爆弾×6、Tiny Tim×2、HVAR / A.R.×6 |
| 機体名       | F6F-5 | F6F-5N |
| 全長         | 33ft 7in (10.24m) | 33ft 7in (10.24m) |
| 全幅         | 42ft 10in (13.06m) → 16ft 2in (4.93m) ※主翼折り畳み時 | 42ft 10in (13.06m) → 16ft 2in (4.93m) ※主翼折り畳み時 |
| 全高         | 14ft 5in (4.39m) | 14ft 5in (4.39m) |
| 翼面積       | 334ft² (31.03m²) | 334ft² (31.03m²) |
| プロペラ     | ブレード3枚 直径13ft 1in (3.99m) | ブレード3枚 直径13ft 1in (3.99m) |
| エンジン     | Pratt & Whitney R-2800-10W (2,000Bhp 最大：2,110Bhp) | Pratt & Whitney R-2800-10W (2,000Bhp 最大：2,110Bhp) |
| 空虚重量     | 9,238lbs (4,190kg) | 9,240lbs (4,191kg) |
| 戦闘重量     | 12,740lbs (5,779kg) | 12,748lbs (5,797kg) |
| 翼面荷重     | 186.24kg/m² | 186.82kg/m² |
| 燃料         | 250gal (946ℓ) | 250gal (946ℓ) |
| 最高速度     | 330kn/23,400ft (611km/h 高度7,132m) | 391mph/18,800ft (629km/h 高度5,730m) |
| 上昇能力     | 2,980ft/m S.L. (15.14m/s 海面高度) 20,000ft (6,096m)まで7分42秒 | 2680ft/m S.L. (13.61m/s 海面高度) 20,000ft (6,096m)まで8分30秒 |
| 実用上昇限度 | 33,700ft (10,272m) | 37,000ft (11,278m) |
| 降下制限速度 | 初期型で430kn (796km/h)、機体番号71098以降は440kn (815km/h) | 初期型で430kn (796km/h)、機体番号71098以降は440kn (815km/h) |
| 航続距離     | 950n.mile (1,759km) ※1×150galタンク搭載時 | 1,635st.mile (2,631km) ※1×150galタンク搭載時 |
| 武装         | AN/M2 12.7mm機関銃×6 (弾数計2,400発) または AN/M2 12.7mm機関銃×4 (弾数計1,600発) + AN-M3 20mm機関砲×2 (弾数計400発)                                                              | AN/M2 12.7mm機関銃×6 (弾数計2,400発) または AN/M2 12.7mm機関銃×4 (弾数計1,600発) + AN-M3 20mm機関砲×2 (弾数計400発)                                                              |
| 外部兵装     | 以下の組み合わせより最大4,000lbs (1,814kg) 胴体下：2,000/1,600/1,000/500lbs爆弾×1、Mk.13魚雷×1、Tiny Tim×1 翼下：1,000/500/250lbs爆弾×2・100lbs爆弾×6、Tiny Tim×2、HVAR / A.R.×6 | 以下の組み合わせより最大4,000lbs (1,814kg) 胴体下：2,000/1,600/1,000/500lbs爆弾×1、Mk.13魚雷×1、Tiny Tim×1 翼下：1,000/500/250lbs爆弾×2・100lbs爆弾×6、Tiny Tim×2、HVAR / A.R.×6 |

- F6F-5三面図

## 現存する機体
| 型名                     | 番号                | 機体写真 | 所在地                      | 所有者                                                             | 公開状況 | 状態     | 備考 |
| ------------------------ | ------------------- | -------- | --------------------------- | ------------------------------------------------------------------ | -------- | -------- | --- |
| F6F-3                    | 08825 A.212         | 写真     | アメリカ アイダホ州         | ウィラード・コンプトン氏 (Willard Compton)                         | 非公開   | 保管中   | |
| F6F-3                    | 25910 A.????        |          | アメリカ フロリダ州         | 国立海軍航空博物館                                                 | 公開     | 静態展示 | 引き上げ時 |
| F6F-3                    | 40467 A.1733        |          | アメリカ カリフォルニア州   | ヤンクス航空博物館                                                 | 公開     | 修復中   | アメリカ海軍4位の撃墜王であったアレクサンダー・ヴラチウの搭乗した機体であるが、番号には諸説ある。F6F-3 / 08831号機の未使用部を使用して修復されている。 |
| F6F-3                    | 41476 A.2742        | 写真     | アメリカ マサチューセッツ州 | コーリングス財団                                                   | 公開     | 飛行可能 | 近年までエヴァーグリーン航空宇宙博物館にあったが、左記施設で飛行可能状態へ修復され、2019年に再度飛行可能となった。旧塗装                               |
| F6F-3K                   | 41834 A.3100        |          | アメリカ ヴァージニア州     | 国立航空宇宙博物館別館 スティーヴン・F・ウドヴァーヘイジーセンター | 公開     | 静態展示 | |
| F6F-3                    | 41930 A.3196        | 写真     | アメリカ テキサス州         | チノ・ウォーバーズ株式会社 (Chino Warbirds Inc.)                   | 非公開   | 飛行可能 | 旧塗装 |
| F6F-3                    | 42874 A.4140        | 写真     | アメリカ カリフォルニア州   | サンディエゴ航空宇宙博物館                                         | 公開     | 静態展示 | |
| F6F-3                    | 43014 A.4280        | 右       | アメリカ フロリダ州         | ファンタジー・オブ・フライト                                       | 公開     | 修復中   | |
| F6F-3                    | 66237 A.1257        |          | アメリカ ニュージャージー州 | 海軍航空基地ワイルドウッド航空博物館                               | 公開     | 静態展示 | 軽航空母艦カボット搭載で初代第31戦闘飛行隊所属機の塗装がされている。国立海軍航空博物館にあったが、2019年4月から現博物館に貸与されている。              |
| F6F-3                    | (不明、2機)         |          | アメリカ コロラド州         | 国立第二次世界大戦航空博物館                                       | 公開     | 静態展示 | 2機のF6F-3が修復されている。 |
| F6F-5                    | 70185 A.5597        | 写真     | アメリカ フロリダ州         | 国立海軍航空博物館                                                 | 非公開   | 保管中   | かつてクォンセット航空博物館で修復されていた。 |
| F6F-5                    | 70222 A.5634        |          | アメリカ カリフォルニア州   | 記念空軍(CAF)                                                      | 公開     | 飛行可能 | アメリカ海軍1位の撃墜王であったデイヴィッド・マッキャンベルの搭乗したF6F-5 / 70143号機の塗装がされている。                                             |
| F6F-5K                   | 77722 A.8867        | 写真     | アメリカ メリーランド州     | アンドリューズ海軍予備役基地 (アンドリューズ空軍基地)              | 公開     | 静態展示 | |
| F6F-5                    | 78645 A.9790        |          | アメリカ ミネソタ州         | フェイゲン・ファイタース第二次世界大戦博物館                       | 公開     | 保管中   | 2018年3月にヤンクス航空博物館より取得された。 |
| F6F-5K                   | 79192 A.10337       |          | アメリカ コネティカット州   | ニューイングランド航空博物館                                       | 公開     | 静態展示 | |
| F6F-5K                   | 79593 A.10738       |          | アメリカ サウスカロライナ州 | ペイトリオッツ・ポイント海軍海事博物館 (空母ヨークタウン(CV-10))   | 公開     | 静態展示 | |
| F6F-5K                   | 79683 A.10828       |          | アメリカ ミシガン州         | エア・ズー航空宇宙科学博物館                                       | 公開     | 静態展示 | |
| F6F-5 ヘルキャット Mk.II | 79779 KE209 A.10924 |          | イギリス サマセット州       | イギリス海軍航空博物館                                             | 公開     | 静態展示 | |
| F6F-5K                   | 79863 A.11008       |          | アメリカ ワシントン州       | フライング・ヘリテージ・コレクション                               | 公開     | 飛行可能 | |
| F6F-5K                   | 80141 A.11286       |          | アメリカ テキサス州         | ルイス・エア・レジェンズ                                           | 公開     | 飛行可能 | F6F-3/08831の胴体中央部を使用して修復された。 |
| F6F-5                    | 94203 A.11955       |          | アメリカ フロリダ州         | 国立海軍航空博物館                                                 | 公開     | 静態展示 | アメリカ海軍1位の撃墜王であったデイヴィッド・マッキャンベルが搭乗したF6F-5 / 70143号機の塗装がされている。                                             |
| F6F-5N                   | 94204 A.11956       |          | アメリカ オレゴン州         | エリクソン航空機コレクション                                       | 公開     | 飛行可能 | ローンスター飛行博物館が所有していたが、2017年10月に左記施設が購入した。                                                                               |
| F6F-5K                   | 94263 A.12015       |          | アメリカ ニューヨーク州     | 航空発祥地博物館                                                   | 公開     | 静態展示 | |
| F6F-5                    | 94385 A.12137       |          | アメリカ カリフォルニア州   | マイケル・E・カウチス氏 (Michael E. Coutches)                      | 非公開   | 修復中   | |
| F6F-5N F6F-5K            | 94473 A.12225       | 右       | アメリカ カリフォルニア州   | パームスプリングス航空博物館                                       | 公開     | 飛行可能 | F6F-3/08831の胴体尾部を使用して修復された。 |

## 登場作品

### 映画
『男たちの大和/YAMATO』
アメリカ海軍所属機が登場。終盤にて、TBF アヴェンジャーやSB2C ヘルダイバーと共に、菊水作戦のために沖縄へ向かっていた大和型戦艦「大和」を襲撃する。

### ゲーム
『War Thunder』
プレイヤーの操縦機体としてアメリカツリーとフランスツリーでF6F-5、夜間戦闘機仕様のF6F-5Nが使用可能。またイギリスツリーでは課金枠でヘルキャット MK1が使用可能。
『艦隊これくしょん -艦これ-』
航空母艦の艦娘が装備できる艦載機装備として、F6F-3、F6F-5、F6F-3N、F6F-5Nが登場。
『鋼鉄の咆哮 ウォーシップコマンダー』
アメリカ型の航空機として登場。派生作品の「鋼鉄の咆哮2 ウォーシップガンナー」では英国供与型も登場する。

### アニメ・漫画
『戦場まんがシリーズ』
シリーズ作の一篇『音速雷撃隊』に敵役の米軍機として登場。機体には、旭日旗5、日章旗5の計10機分の撃墜マークがペイントされており、相応のエース・パイロットであることが窺える。
『はだしのゲン』
原作第一巻の母と父の空想シーンで登場。本機の発射したロケット弾が浩二に命中し、浩二は体が真っ二つになって死亡する。しかしあくまでこれは二人の空想のため、浩二はそもそも攻撃を受けておらず、死亡していなかった。

### 小説
『連合艦隊西進す』
日英仏同盟が締結され連合国軍の一員となった日本が、ドイツ軍戦闘機の高性能化で零戦が対抗しきれなくなり、後継機の開発の遅れから「三式艦上戦闘機 炎風」として導入した。速度・運動性の向上に加え、防弾性能が零戦と比較にならない高さからパイロットを中心に高評価されている。